# 献县
献县在中国河北省中部偏南，是沧州市下辖的一个县。縣人民政府駐乐寿镇东门外大街。

## 地理
滏阳河、滹沱河在境内交汇后入子牙河。
属暖温带大陆性季风气候，年降水量560毫米，年均气温12.2℃。

## 历史

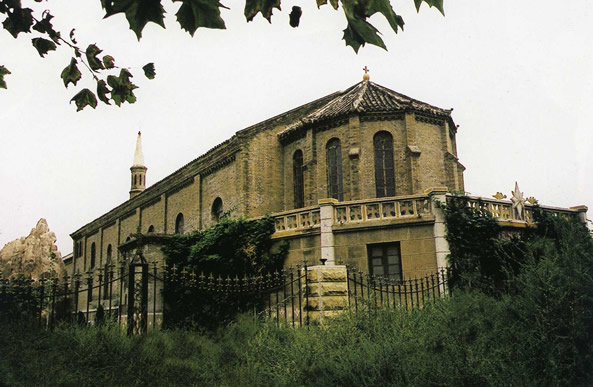
張庄耶穌聖心主教座堂

西汉为乐成县。隋开皇十八年（598年）改为广城县，仁寿初，因“广”字与国君杨广名讳，改为乐寿县。金天会七年（1129年）置寿州，乐寿附郭；天德三年（1151年）改寿州为献州；大定七年（1167年）分置交河县。明洪武初省乐寿县入献州，八年（1374年）降州为献县，屬河間府。

## 人口
根據第七次人口普查數據，截至2020年11月1日零時，全縣常住人口為568418人。

## 行政区划
献县下辖9个镇、8个乡、1个民族乡：
乐寿镇、淮镇、郭庄镇、河城街镇、韩村镇、陌南镇、陈庄镇、段村镇、高官镇、十五级镇、商林乡、张村乡、临河乡、小平王乡、垒头乡、南河头乡、西城乡、本斋回族乡、梅庄洼农场和献县经济开发区。

## 交通
- 106国道贯通县城南北

```
 
307国道
过境。
```